# Ryszard Gabryś
Ryszard Gabryś (ur. 2 grudnia 1942 w Goleszowie na Śląsku Cieszyńskim) – polski kompozytor, teoretyk muzyki, pedagog.

## Życiorys
Jest absolwentem Państwowej Wyższej Szkoły Muzycznej w Katowicach, gdzie studiował kompozycję w klasie prof. Bolesława Szabelskiego. Był stypendystą w Lozarnie i w moskiewskim Konserwatorium im. Czajkowskiego. 
Od 1965 związał się jako pedagog z katowicką Akademią Muzyczną oraz w latach 1973–2003 z cieszyńską filią Uniwersytetu Śląskiego, gdzie jako dyrektor Instytutu Wychowania Muzycznego współtworzył pionierski w kraju kierunek edukacji muzycznej. Był promotorem prawie trzystu prac magisterskich i dyplomowych, recenzentem rozpraw doktorskich i przewodów artystycznych. Zarazem jest regionalistą i animatorem życia kulturalnego na Śląsku. Obecnie jest wiceprezesem katowickiego Oddziału Związku Kompozytorów Polskich. 
Współpracuje z Telewizją Polską i Polskim Radiem, m.in. jako autor cyklów poświęconych muzyce. Jest autorem wielu tekstów muzykologicznych i publicystycznych w pismach muzycznych i kulturalno-społecznych, zeszytach naukowych i wydawnictwach okolicznościowych, dotyczących sztuki nowoczesnej i silesianów.

## Twórczość
Jako kompozytor jest awangardystą, ale zarazem zakorzenionym regionalnie. W jego dorobku znajdują się utwory orkiestrowe (Nauzykaa, Lesson) i kameralne (w tym West... i East Music), fortepianowe (Muzyka Muru Berlińskiego prawykonana w Berlinie, Magdalenki) i organowe. Silny jest też nurt „smyczkowy” (opusy na kontrabas, kwartety Es Muss sein i Ewig-Weibliche) oraz pieśni solowe do wierszy Rilkego, Iwaszkiewicza, Brodskiego, a także utwory chóralne oraz inspirowane folklorem Śląska Cieszyńskiego i Beskidów. Jest autorem kantat religijnych, inspirowanych tradycją protestancką, Siłę da Pan ludowi swemu – Cantata da chiesa i Gloria Reformata. Jego wszechstronność ukazują „muzyczne akcje teatralizowane”, m.in. „metaopera” według Witkacego Ja, Szentmichalyi-Baleastadar, happeningi, muzyka filmowa, teatralna, graficzna, kolaże montowane z nagrań etnicznych.
Twórczość Ryszarda Gabrysia była przedstawiana na Warszawskiej Jesieni i innych festiwalach muzyki współczesnej w kraju, oraz wielokrotnie za granicą, w Szwajcarii i w Niemczech, na Słowacji, Litwie, w Kijowie, Czechach, Holandii, Nowym Jorku.
Za twórczość kompozytorską i popularyzację kultury muzycznej Śląska Cieszyńskiego w 2013 został wyróżniony Nagrodą im. ks. Leopolda Jana Szersznika.